# یوسوکه تاناکا (بازیکن فوتبال، زاده ۱۹۸۶)
یوسوکه تاناکا (ژاپنی: 田中 裕介؛ زادهٔ ۱۴ آوریل ۱۹۸۶) یک بازیکن فوتبال اهل ژاپن است.
از باشگاه‌هایی که در آن بازی کرده‌است می‌توان به باشگاه فوتبال یوکوهاما مارینوس، باشگاه فوتبال کاوازاکی فرونتال، باشگاه فوتبال وسترن سیدنی واندررز و باشگاه فوتبال سرزو اوساکا اشاره کرد.